# Martin County (Kentucky)
Martin County ist ein County im Bundesstaat Kentucky der Vereinigten Staaten. Das U.S. Census Bureau hat bei der Volkszählung 2020 eine Einwohnerzahl von 11.287 ermittelt.
Der Verwaltungssitz (County Seat) ist Inez, das nach der Tochter eines Postmeisters in einer benachbarten Stadt benannt wurde. Das County gehört zu den Dry Countys, was bedeutet, dass der Verkauf von Alkohol eingeschränkt oder verboten ist.

## Geographie
Das County liegt im Osten von Kentucky, grenzt an West Virginia und hat eine Fläche von 598 Quadratkilometern ohne nennenswerte Wasserfläche. Es grenzt im Uhrzeigersinn an folgende Countys: Lawrence County, Pike County, Floyd County und Johnson County.

## Geschichte
Martin County wurde am 10. März 1870 aus Teilen des Floyd County, Johnson County, Lawrence County und Pike County gebildet. Benannt wurde es nach John P. Martin, einem Mitglied im US-Kongress.
Zwei Bauwerke des Countys sind im National Register of Historic Places eingetragen (Stand 12. Oktober 2017).

## Demografische Daten
Nach der Volkszählung im Jahr 2000 lebten im Martin County 12.578 Menschen. Davon wohnten 84 Personen in Sammelunterkünften, die anderen Einwohner lebten in 4.776 Haushalten und 3.620 Familien. Die Bevölkerungsdichte betrug 21 Einwohner pro Quadratkilometer. Ethnisch betrachtet setzte sich die Bevölkerung zusammen aus 99,25 Prozent Weißen, 0,03 Prozent Afroamerikanern, 0,06 Prozent amerikanischen Ureinwohnern, 0,07 Prozent Asiaten, 0,06 Prozent Bewohnern aus dem pazifischen Inselraum und 0,01 Prozent aus anderen ethnischen Gruppen; 0,52 Prozent stammten von zwei oder mehr Ethnien ab. 0,62 Prozent der Bevölkerung waren spanischer oder lateinamerikanischer Abstammung.
Von den 4.776 Haushalten hatten 39,2 Prozent Kinder und Jugendliche unter 18 Jahre, die bei ihnen lebten. 59,5 Prozent waren verheiratete, zusammenlebende Paare, 12,5 Prozent waren allein erziehende Mütter, 24,2 Prozent waren keine Familien, 21,8 Prozent waren Singlehaushalte und in 8,3 Prozent lebten Menschen im Alter von 65 Jahren oder darüber. Die Durchschnittshaushaltsgröße betrug 2,62 und die durchschnittliche Familiengröße lag bei 3,05 Personen.
Auf das gesamte County bezogen setzte sich die Bevölkerung zusammen aus 28,1 Prozent Einwohnern unter 18 Jahren, 9,5 Prozent zwischen 18 und 24 Jahren, 29,3 Prozent zwischen 25 und 44 Jahren, 23,3 Prozent zwischen 45 und 64 Jahren und 9,7 Prozent waren 65 Jahre alt oder darüber. Das Durchschnittsalter betrug 34 Jahre. Auf 100 weibliche Personen kamen 98,0 männliche Personen. Auf 100 Frauen im Alter von 18 Jahren alt oder darüber kamen statistisch 92,1 Männer.
Das jährliche Durchschnittseinkommen eines Haushalts betrug 18.279 USD, das Durchschnittseinkommen der Familien betrug 21.574 USD. Männer hatten ein Durchschnittseinkommen von 31.994 USD, Frauen 18.011 USD. Das Prokopfeinkommen betrug 10.650 USD. 33,3 Prozent der Familien und 37,0 Prozent der Bevölkerung lebten unterhalb der Armutsgrenze. Davon waren 45,1 Prozent Kinder oder Jugendliche unter 18 Jahre und 26,9 Prozent waren Menschen über 65 Jahre.

## Orte im County
- Beauty
- Davella
- Davisport
- Debord
- Hode
- Inez
- Job
- Laura
- Lovely
- McClure
- Milo
- Moree
- Pilgrim
- Stidham
- Threeforks
- Tomahawk
- Warfield